# U.S. Pro Indoor 1993
Lo U.S. Pro Indoor 1993 è stato un torneo di tennis giocato sintetico indoor. È stata la 26ª edizione dello U.S. Pro Indoor, che fa parte della categoria Championship Series nell'ambito dell'ATP Tour 1993. Si è giocato al Wachovia Spectrum di Filadelfia in Pennsylvania negli Stati Uniti dal 15 al 22 febbraio 1993.

## Campioni

### Singolare maschile
Mark Woodforde ha battuto in finale  Ivan Lendl che si è ritirato sul punteggio di 5–4

### Doppio maschile
Jim Grabb /  Richey Reneberg hanno battuto in finale  Marcos Ondruska /  Brad Pearce con il punteggio di 6–7, 6–3, 6–0